# Henry Surtees
Henry Surtees, född 18 februari 1991 i Lingfield, Surrey, död 19 juli 2009 i Whitechapel, London, var en brittisk racerförare. Han var son till den tidigare roadracing- och Formel 1-världsmästaren John Surtees.

## Racingkarriär

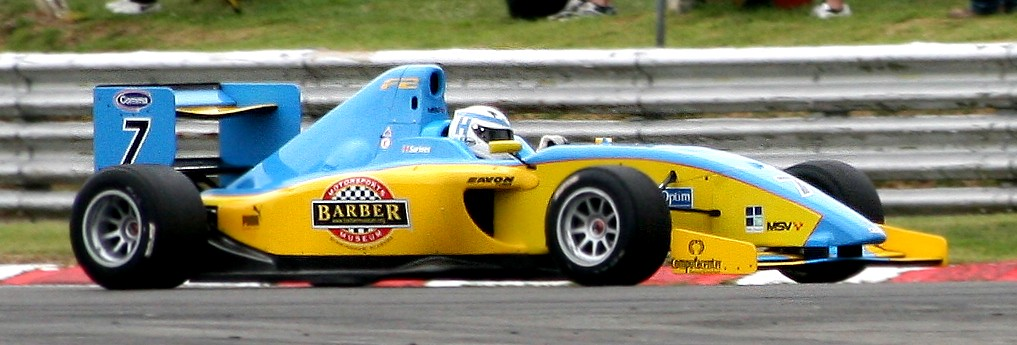
Henry Surtees i FIA Formula Two Championship på Brands Hatch 2009. Dagen innan dödsolyckan.

Surtees avled under Formel 2-loppet på Brands Hatch 19 juli 2009, när ett däck med hjulupphängning från Jack Clarkes bil flög över banan och träffade honom rätt på hjälmen. Enligt hans far John vägde materialet som träffade Henry 29 kilo, och farten var i det läget tillräckligt hög för att döda honom omedelbart, även om han kunde hållas vid liv i några timmar tack vare livsuppehållande åtgärder.
| År   | Klass/Mästerskap                               | Team                    | Bil                        | Totalt/poäng | Bästa placering              |
| ---- | ---------------------------------------------- | ----------------------- | -------------------------- | ------------ | ---------------------------- |
| 2006 | Ginetta GT Junior Great Britain                | ?                       | ?                          | 3:a/236p     | Tre segrar                   |
| 2007 | Formula BMW UK                                 | Carlin Motorsport       | Mygale FB02 (BMW K1200RS)  | 6:a/491p     | 1:a på Donington (Race 2)    |
| 2007 | Formula Renault 2.0 UK Winter Series           | Carlin Motorsport       | Tatuus FR2000 (Renault)    | 13:e/35p     | 8:a på Croft (Race 2)        |
| 2007 | Formula BMW ADAC                               | ADAC Berlin-Brandenburg | Mygale FB02 (BMW K1200RS)  | 29:a/24p     | ?                            |
| 2007 | Formula Renault 2.0 UK                         | Carlin Motorsport       | Tatuus FR2000 (Renault)    | 22:a/13p     | 11:a på Thruxton (Race 1)    |
| 2008 | Formula Renault 2.0 UK                         | Manor Competition       | Tatuus FR2000 (Renault)    | 12:a/203p    | 3:a på Silverstone (Race 2)  |
| 2008 | Formula Renault 2.0 UK Winter Series           | Manor Competition       | Tatuus FR2000 (Renault)    | 2:a/113p     | 1:a på Croft (Race 1)        |
| 2008 | Brittiska F3-mästerskapet (Nationella klassen) | Carlin Motorsport       | Dallara F305 (Mugen Honda) | 11:e/35p     | 1:a på Donington (Race 1)    |
| 2008 | Formula Renault 2.0 West European Cup          | Manor Motorsport        | Tatuus FR2000 (Renault)    | -/0p         | 6:a på Spa (Race 1)          |
| 2009 | FIA Formula Two Championship                   | MotorSport Vision       | Williams JPH1 F2 (Audi)    | 14:e/8p      | 3:a på Brands Hatch (Race 1) |